# 小眼巨棘角鮟鱇
小眼巨棘角鮟鱇，又稱小眼大角鮟鱇，為輻鰭魚綱鮟鱇目棘茄魚亞目巨棘角鮟鱇科的其中一種，分布於中西大西洋海域，屬深海魚類，生活習性不明，不具任何經濟價值。

## 擴展閱讀
維基物種上的相關：小眼巨棘角鮟鱇